# 五軍都督府
五軍都督府（ごぐんととくふ）は、中国の明代における最高統帥機関である。
太祖洪武帝は、明の建国当初は、軍事の最高機関として、元朝の枢密院を大都督府と改称して置いたが、1380年（洪武13年）に、胡惟庸の獄が起こり、中書省が廃止されたのに伴って、前・後・左・右・中の五軍都督府に改編した。
五軍都督府の前・後・左・右・中の五府には、それぞれ左右都督・都督同知・都督僉事らの官が置かれ、兵部直属の親軍衛以外の都司や衛所を統轄、軍隊の管理と訓練を司掌した。
左軍都督府は浙江・遼東・山東の都司を、右軍都督府は雲南・貴州・四川・陝西・広西の都司を、中軍都督府は直隷の衛所、中都留守司、河南の都司を、前軍都督府は直隷の一衛、福建・湖広・江西・広東の都司を、後軍都督府は北平・山西の都司、三護衛をそれぞれ管轄し、京衛は五府に分属した。
五軍都督府の官には爵位を持つ功臣の子孫が任じられたが、京営が設置されると統帥権が制約を受け、1550年（嘉靖29年）に戎政府が新設されると、実権を失った。